# IC 1231
IC 1231 — галактика типу Sc (компактна спіральна галактика) у сузір'ї Дракон.
Цей об'єкт міститься в оригінальній редакції індексного каталогу.